# Dangsan (metropolitana di Seul)

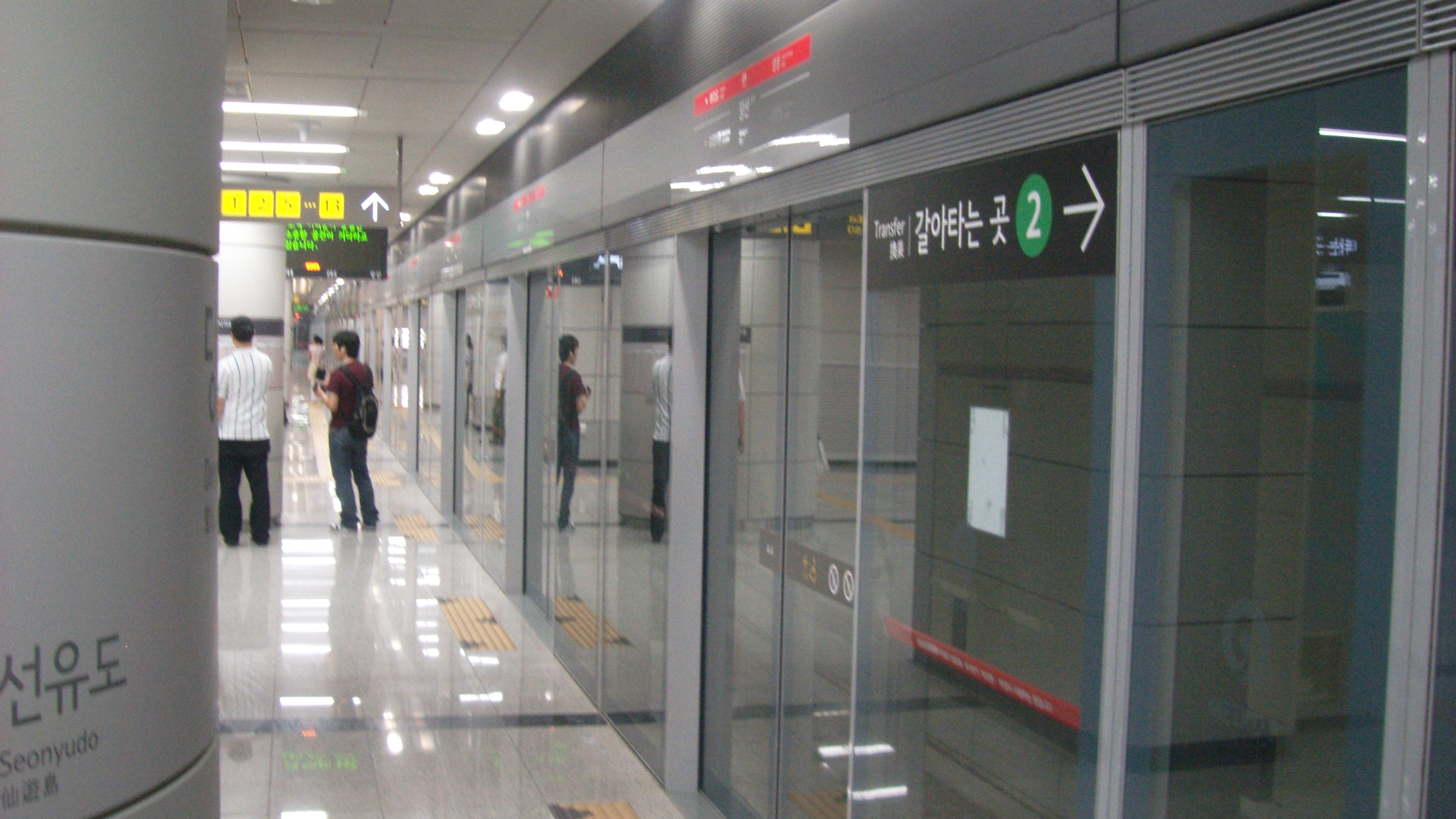
Vista della piattaforma della linea 9

Dangsan (당산역 Archiviato il 13 aprile 2022 in Internet Archive. - 堂山驛, Jeonghap Undongjang-yeok ) è una stazione della metropolitana di Seul servita dalle linee 2 e 9 della metropolitana di Seul e si trova nel quartiere di Yeongdeungpo-gu, a Seul.

## Linee
Seoul Metro
● Linea 2 (Codice: 237)
Metro 9
● Linea 9 (Codice: 913)

## Struttura
La stazione è costituita dall'interscambio fra le linee 2 e 9. La prima si trova in viadotto, con due binari passanti con due marciapiedi laterali. La linea 9, la più recente, si trova in profondità, ed è collegata alla 2 da una scala mobile di 48 metri. Entrambe le linee hanno banchine protette da porte di banchina.
Linea 2
| Circ. interna | ● Linea 2 | per Hapjeong, Hongdae-ipgu, Sinchon, Chungjeongno e Municipio |
| Circ. esterna | ● Linea 2 | per Yeongdeungpo-gucheong, Sindorim e Daerim                  |

Linea 9
| Direzione Gaehwa       | ● Linea 9 | per Yeomchang, Gayang, Gimpo Aeroporto e Gaehwa                |
| Direzione Sin-Nonhyeon | ● Linea 9 | per Yeouido, Dongjak, Autostazione Extraurbana e Sin-Nonhyeon, |

## Stazioni adiacenti
| «                     | Servizio        | »          |
| Linea 2               | Linea 2         | Linea 2    |
| --------------------- | --------------- | ---------- |
| Yeongdeungpo gucheong | -               | Hapjeong   |
| Linea 9               |                 |            |
| Seonyudo              | Locale (일반)   | Parlamento |
| Yeomchang             | Espresso (급행) | Yeouido    |